# Simone Santoiemma
Simone Santoiemma (Bari, 26 febbraio 1962) è un militare italiano, Appuntato dell'Arma dei Carabinieri, insignito di Medaglia d'oro al valor civile.